# Alberto Ramón Maglietti
Alberto Ramón Maglietti (Formosa, 1932-Herradura, 21 de enero de 2015) fue un abogado y político argentino, perteneciente a la Unión Cívica Radical (UCR) que ejerció como senador nacional por la provincia de Formosa entre 1996 y 2001. Previamente fue también diputado nacional y provincial por la misma provincia en varias ocasiones, y encabezó el comité provincial de la UCR formoseña entre 1973 y 1987, siendo uno de los principales referentes de la oposición al gobierno del Partido Justicialista (PJ) de Formosa entre 1983 y 2001.

## Biografía
Nacido en la ciudad de Formosa, en 1932, cursó la primaria en la Escuela N°58, y en la Escuela N°1, ambas en dicha ciudad. Terminó la educación elemental en el Colegio Don Bosco de Resistencia, Chaco, donde hizo además el bachillerato hasta segundo año. Cursó luego el tercero y cuarto año en el Instituto Social Militar Damaso Centeno de Capital Federal, para recibirse de Bachiller en el Colegio Militar de la Nación, en el año 1950. En 1953, ingresó a la Facultad de Ciencias Jurídicas y Sociales de la Universidad Nacional de La Plata, recibiéndose como abogado en 1955.
Militó desde los dieciocho años en la Unión Cívica Radical, siendo elegido para varios cargos partidarios de importancia. Formó parte de la Unión Cívica Radical del Pueblo (UCRP) después de la división en 1957, y en 1958 resultó elegido diputado provincial en las primeras elecciones tras la provincialización del territorio. Debido al sistema escalonado que se empleaba para la elección de diputados, su período duró solo dos años y concluyó en 1960. En 1963, fue elegido diputado nacional para el período 1963-1967, integrando la mesa directiva del bloque de diputados del radicalismo del pueblo. Su período fue interrumpido por el golpe de Estado de 1966.
En 1972, fue uno de los fundadores del Movimiento de Renovación y Cambio, grupo interno de la UCR liderado por Raúl Alfonsín, siendo elegido presidente del Comité Provincial de la UCR de Formosa para el período 1973-1977. Ese mismo año, sufrió un grave accidente en el que fallecieron su esposa y una de sus hijas. Al año siguiente, fue candidato a gobernador de Formosa en las elecciones provinciales de 1973, resultando aplastantemente derrotado en segunda vuelta por el justicialista Antenor Argentino Gauna. Su mandato a cargo de la UCR Formoseña se vio prorrogado por el golpe de Estado de 1976, que "congeló" la actividad partidaria, pues se encontraba prohibida. Tras la recuperación de la democracia en 1983, fue nuevamente elegido presidente del Comité Provincial y resultó elegido diputado nacional para el período 1983-1987.
En las elecciones de 1987, fue nuevamente candidato a gobernador y obtuvo el 46.38% de los votos, viéndose derrotado por un estrecho margen por Vicente Bienvenido Joga, del Partido Justicialista, que obtuvo el 52,94%. Hasta la fecha, el porcentaje logrado por Maglietti ha sido el más alto obtenido por un candidato opositor en Formosa. Se presentó nuevamente en 1991, pero obtuvo solo el 33,51% y perdió nuevamente contra Joga por un margen algo más amplio.
Con la reforma constitucional argentina de 1994, que agregaba la figura del senador por la minoría, Maglietti accedió al cargo y fue juramentado el 19 de junio de 1996, con mandato hasta el 9 de diciembre de 2001. Durante la última etapa de su período como senador, encabezó un sector de la banca del radicalismo que se oponía a las políticas del gobierno de Fernando de la Rúa, rechazando las medidas de recorte salarial a los empleados públicos y a las jubilaciones que buscaba el ministro de Economía, Domingo Cavallo. Tras la finalización de su mandato, se retiró de la política y se trasladó a vivir en la localidad de Herradura, donde murió a los 82 años en enero de 2015, debido a complicaciones derivadas del cáncer de próstata que padecía desde hacía varios años atrás.